# MERRY GO ROUND (円神の曲)
MERRY GO ROUND（メリー・ゴー・ラウンド）は、パフォーマンスユニット「円神」の4作目となるシングルである。2023年3月29日にユニバーサルシグマより発売。

## 概要
2023年1月5日にSNS等を通じて発売を発表。3rdシングル「Far away」から約1年ぶりの発売となる。前作のアルバム「O」まで発売元はユニバーサルシグマ内のオリジナルレーベル「nonagon records」であったが、今作ではその記載とロゴがなく、ユニバーサルシグマとなっている。
表題曲の「MERRY GO ROUND」は、これから芽吹く季節に合うアップテンポな曲で、作詞は円神結成のきっかけとなったオーディション番組「PRODUCE 101 JAPAN」のテーマ曲「ツカメ～It's Coming～」の作詞を手掛けた中村彼方が担当した。
カップリング曲の「Wanna Love Me」は今までの円神にはないエキゾチックなダンス曲であり、「Anniversary」はライブで盛り上がる曲となっており、振り付けはメンバーの瀧澤翼と山田恭が担当。振り付けでメンバーが携わるのは3rdシングル「Far away」のカップリング曲「Shining Your Life」、アルバム「O」の収録曲「Overheeeeeeeeeat」に続き3作目となる。
初回限定盤と通常盤があり、共に収録曲は同じであるが、初回限定盤に2022年12月9日に開催されたライブ「ONEMAN LIVE 2022"O"ver(オーバー)」を収録したDVDが同梱された。
表題曲に限り、2023年2月22日より楽曲が先行配信、同年3月1日にミュージックビデオが公開されている。

## 収録曲
1. MERRY GO ROUND(4:03)
作詞：中村彼方 / 作曲：Didrik Thott , RUSH EYE / 編曲：RUSH EYE / 振付：Ryusei harada
2. Wanna Love Me(3:28)
作詞：草川アンナ / 作曲：Daniel Kim , Jeremy G , WAVESHOWER / 編曲：WAVESHOWER / 振付：MASATO
3. Anniversary(3:18)
作詞：松本有加 / 作曲：Didrik Thott , Christian Jansson / 編曲：Christian Jansson / 振付：瀧澤翼 , 山田恭
4. MERRY GO ROUND (instrumental)
5. Wanna Love Me (instrumental)
6. Anniversary (instrumental)

### ミュージックビデオ
「MERRY GO ROUND」(Music Video) - YouTube（2023年3月1日公開）
「MERRY GO ROUND」(Dance Performance Video) - YouTube（2023年3月29日公開）
「Wanna Love Me」PRACTICE VIDEO - YouTube（2023年3月30日公開）